# Agrotis tancrei
Agrotis tancrei là một loài bướm đêm trong họ Noctuidae.